# Dacia Spring
Der Dacia Spring Electric
ist ein batterieelektrisch angetriebener Kleinwagen („Crossover“, „Mini-SUV“) des rumänischen Automobilherstellers Dacia, der seit 2021 in China bei Dongfeng in Wuhan produziert wird. In Lateinamerika wird das Auto als Renault Kwid E-Tech angeboten. Bei seiner Markteinführung gehörte er zu den günstigsten neuen Elektroautos in Europa. Die Serienversion des Dacia Spring Electric ist seit März 2021 in Deutschland erhältlich. Mit neuem Dacia-Logo wird der Spring seit Ende 2022 ausgeliefert. Eine optisch umfangreich überarbeitete Version wurde im Februar 2024 vorgestellt.

## Präsentation

### Konzeptfahrzeug
Als Vorbild für den Spring Electric dient das Konzeptfahrzeug Dacia Spring Electric concept, das am 3. März 2020 im Internet vorgestellt wurde. Es sollte auf dem Genfer Auto-Salon 2020 präsentiert werden, der aber wegen der COVID-19-Pandemie abgesagt wurde.
Der Spring Electric concept hat eine grau lackierte Karosserie mit neonorangen Akzenten an den Rädern, den Türgriffen, den Spiegeln und dem Kühlergrill.

### Serienfahrzeug
Der Spring Electric wurde auf der Renault EWAYS Konferenz am 15. Oktober 2020 vorgestellt und für Anfang 2021 verkauft. Die Auslieferungen für Unternehmen begannen Anfang 2021, für Privatkunden im Herbst 2021. Auf dem Brüsseler Autosalon im Januar 2023 debütierte die stärkere Variante Extreme.

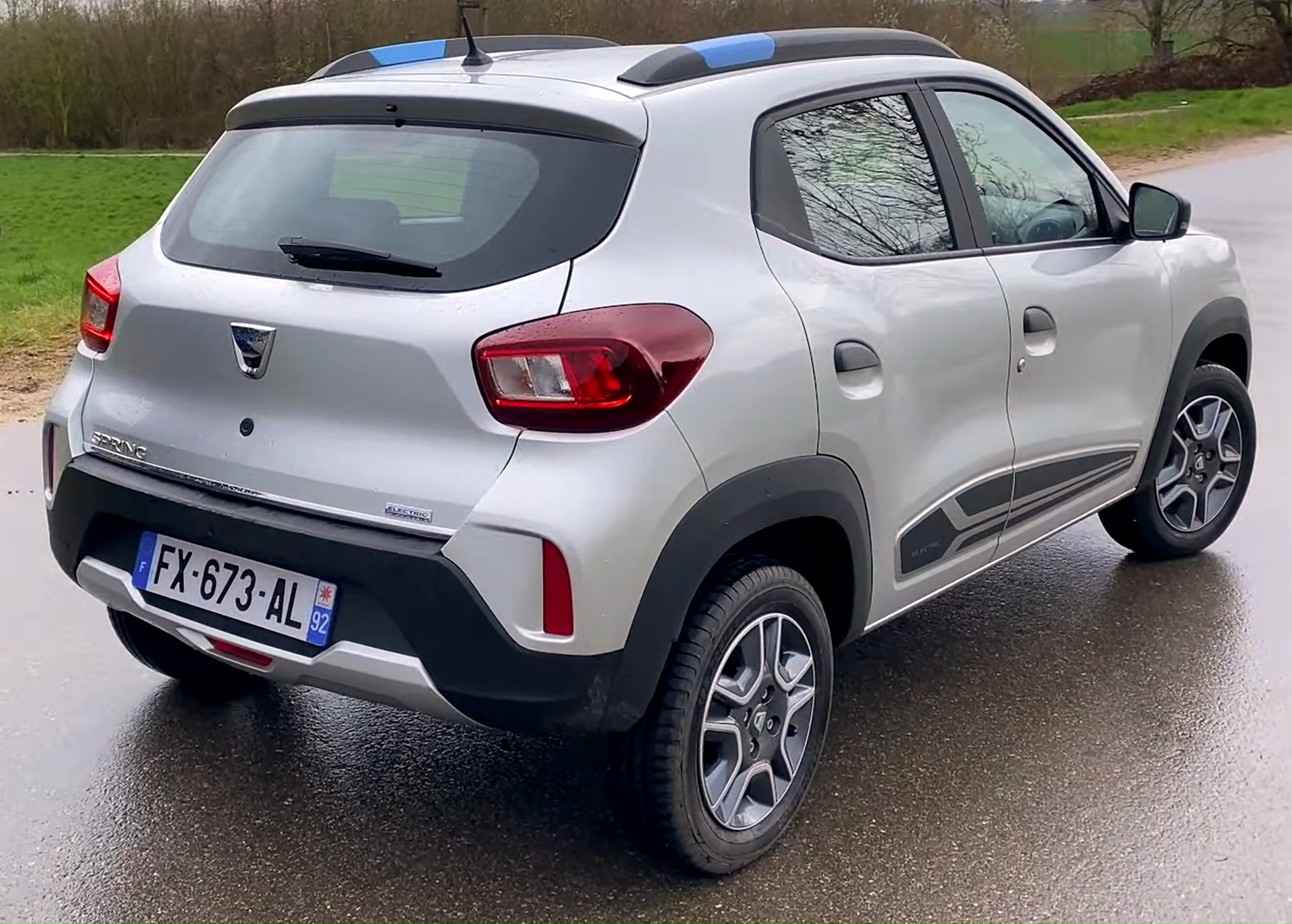
Heckansicht
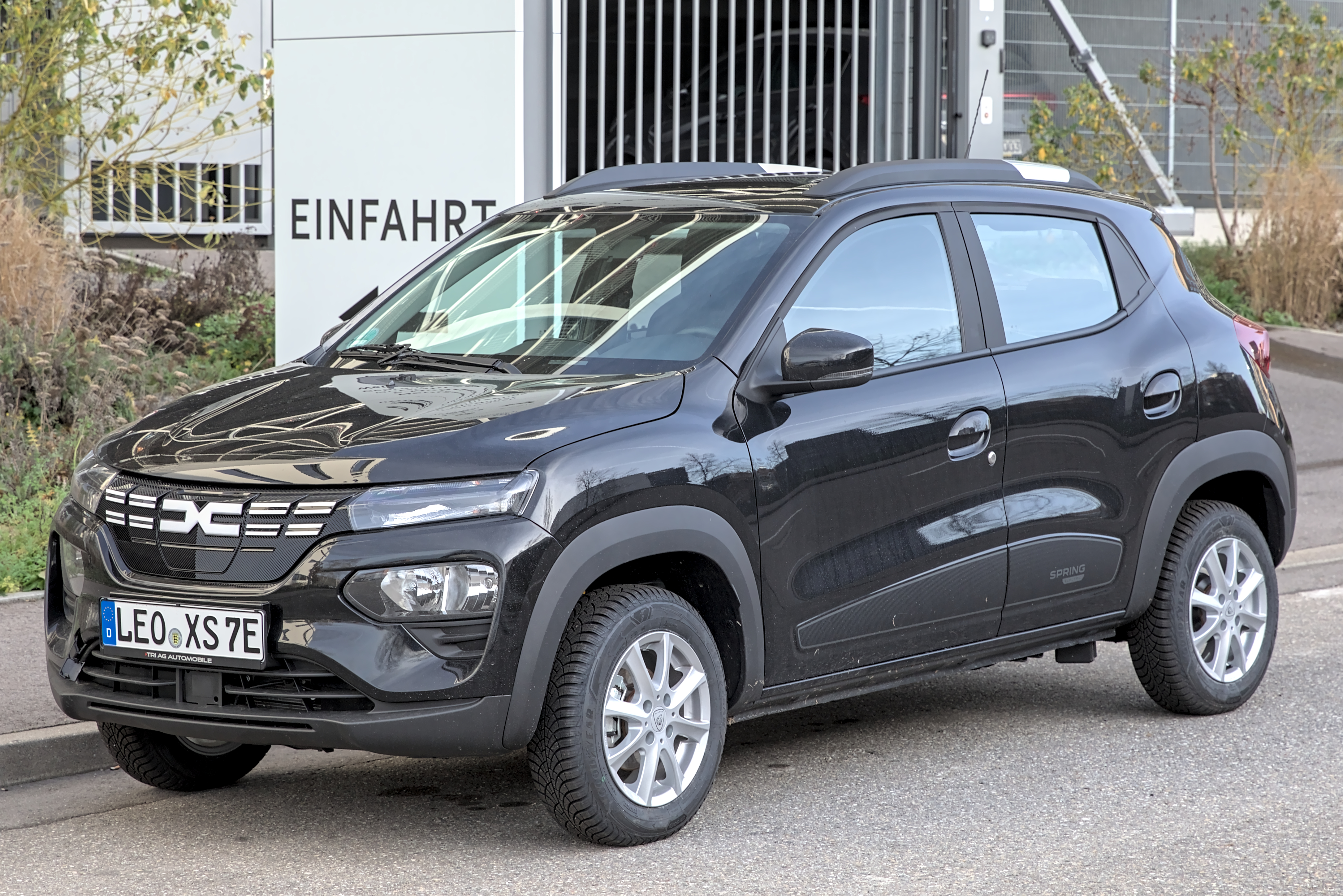
Dacia Spring (2021–2024)
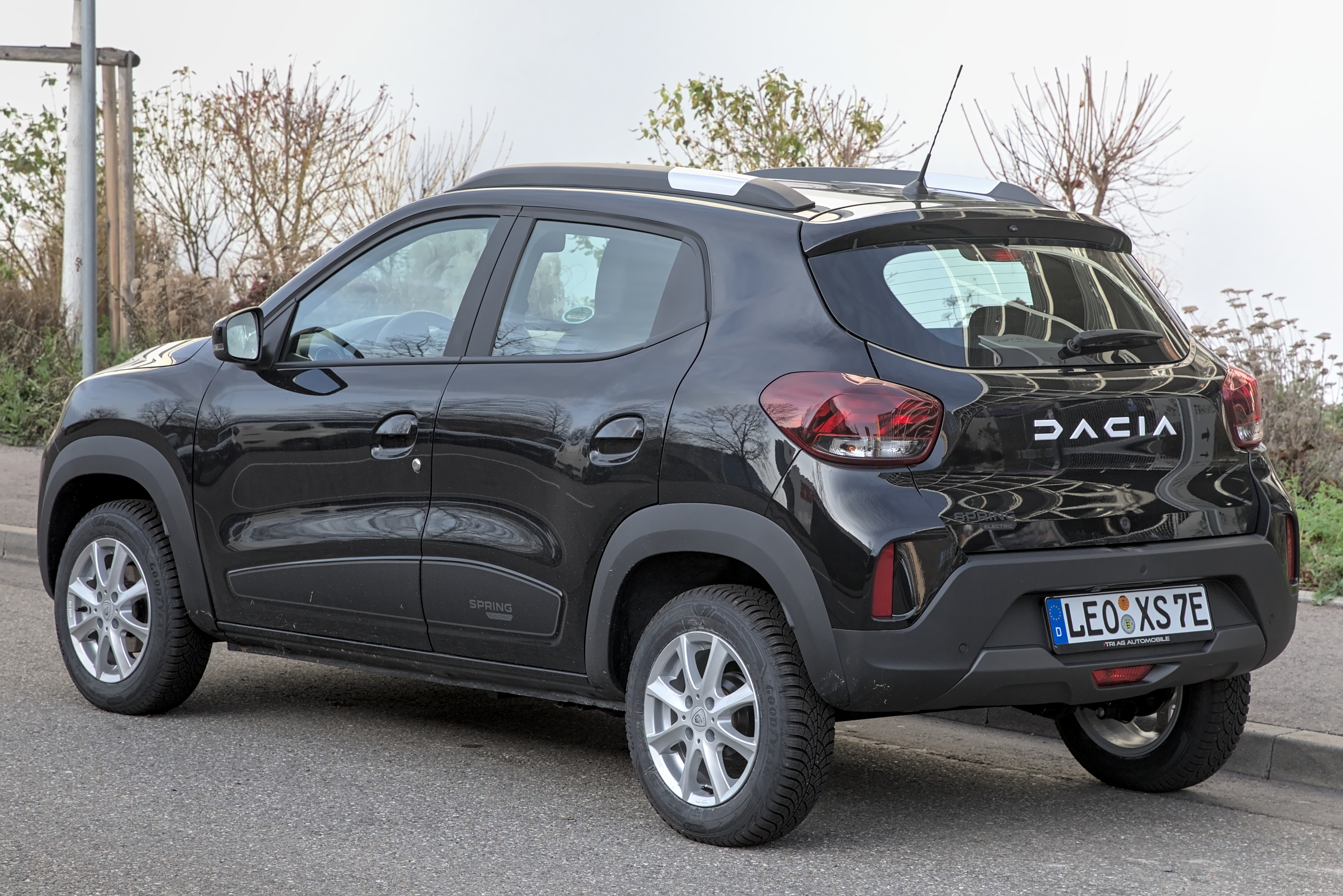
Heckansicht
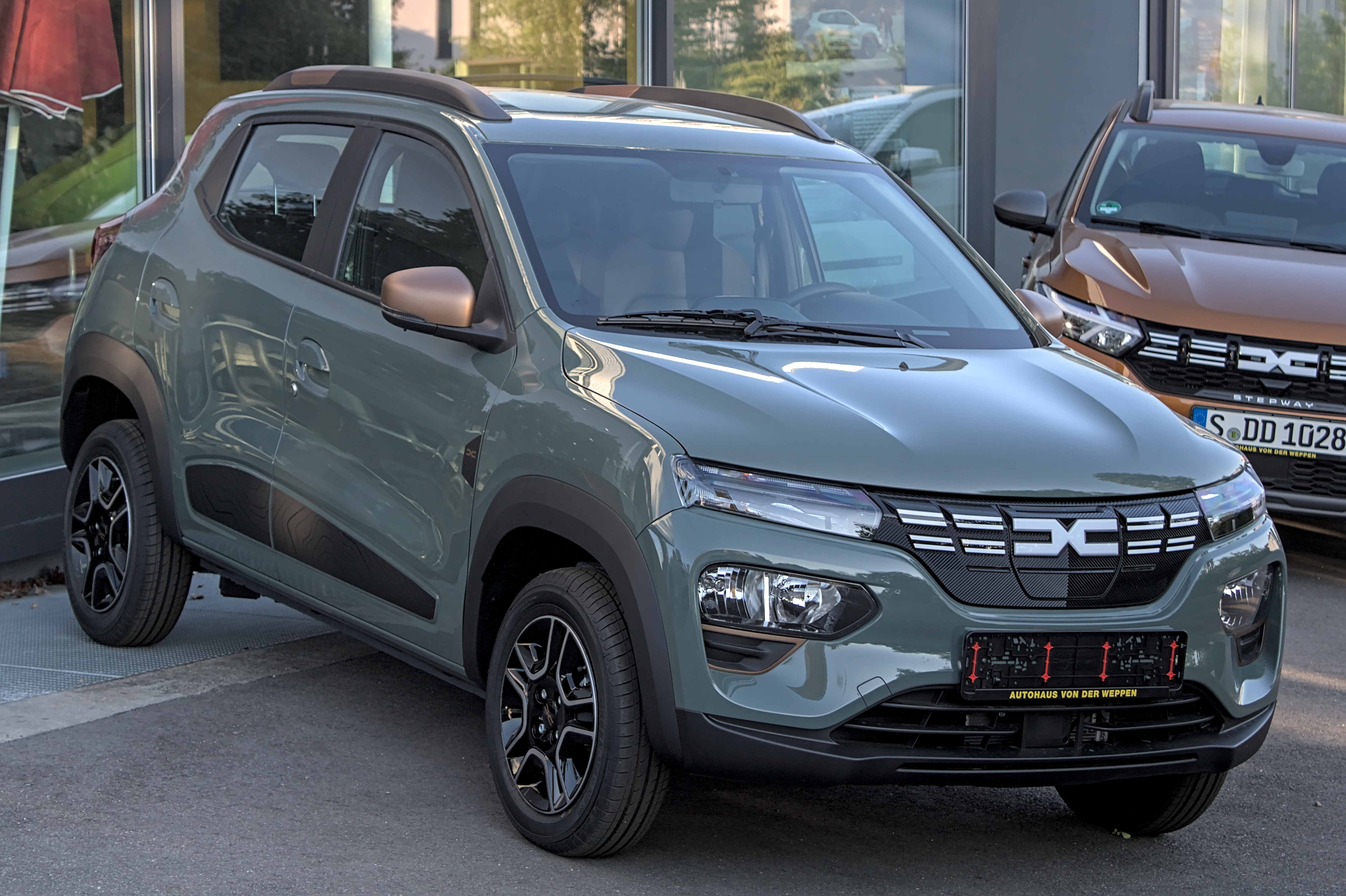
Dacia Spring Extreme (2023–2024)
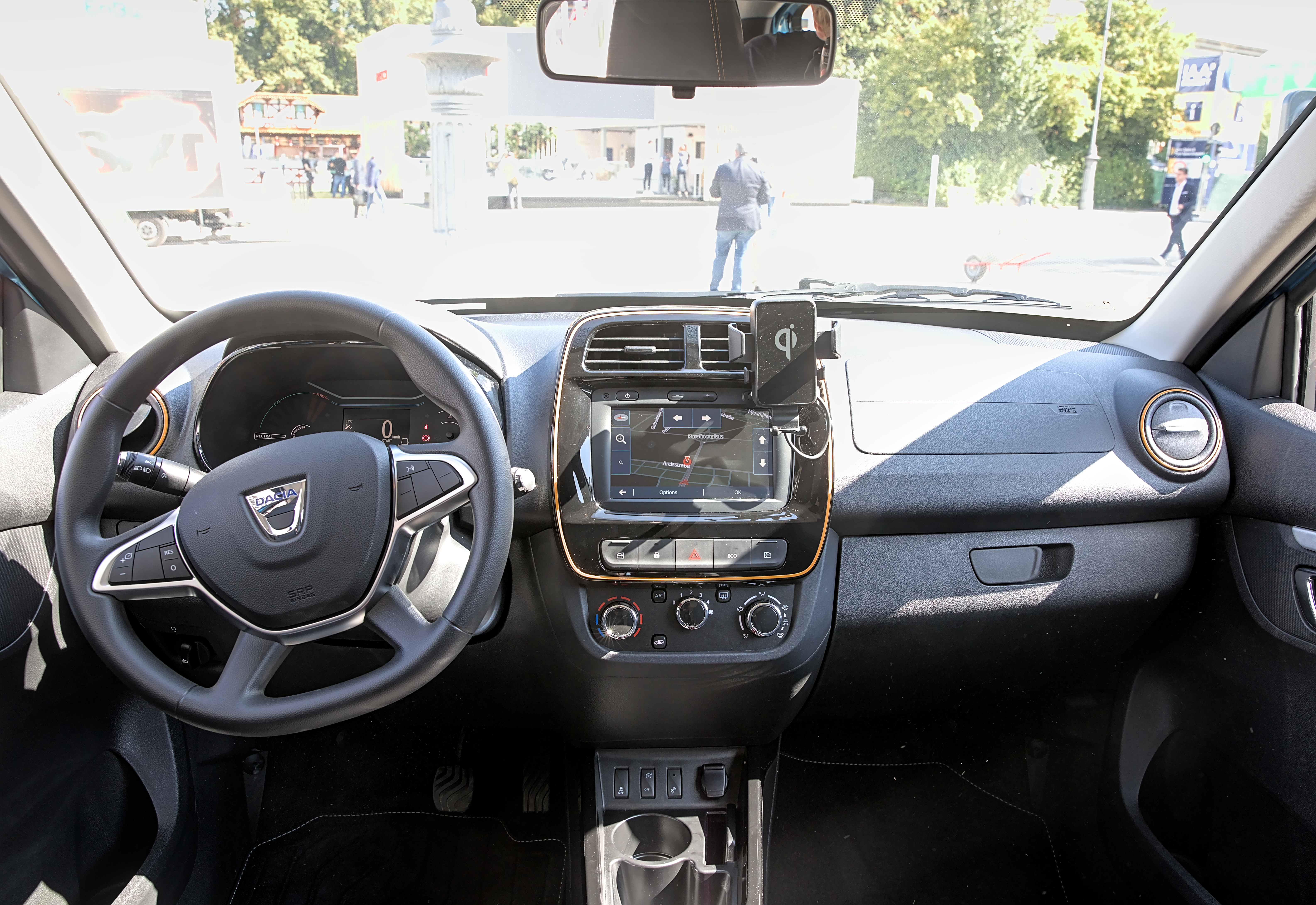
Innenansicht (2021–2024)
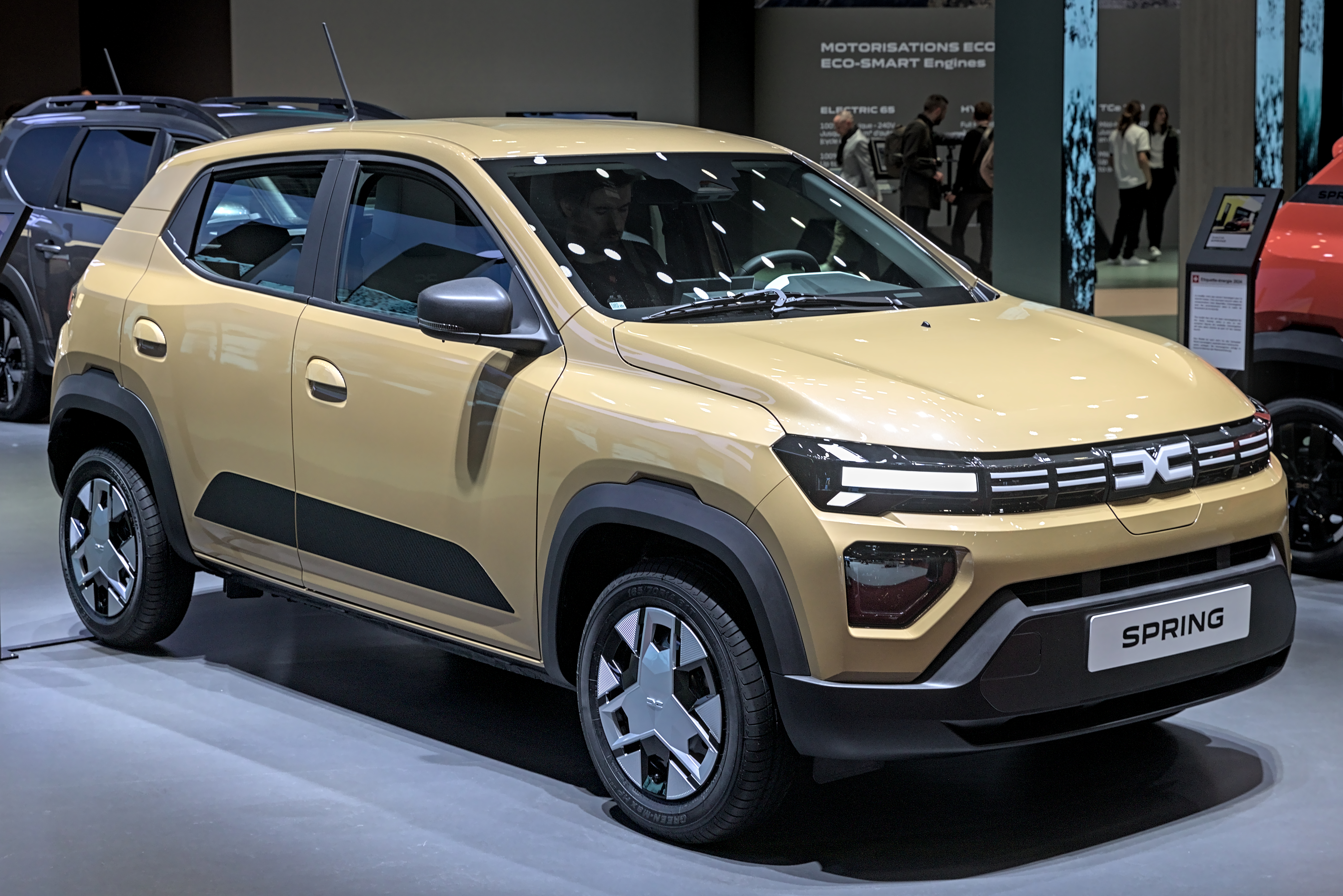
Dacia Spring (seit 2024)
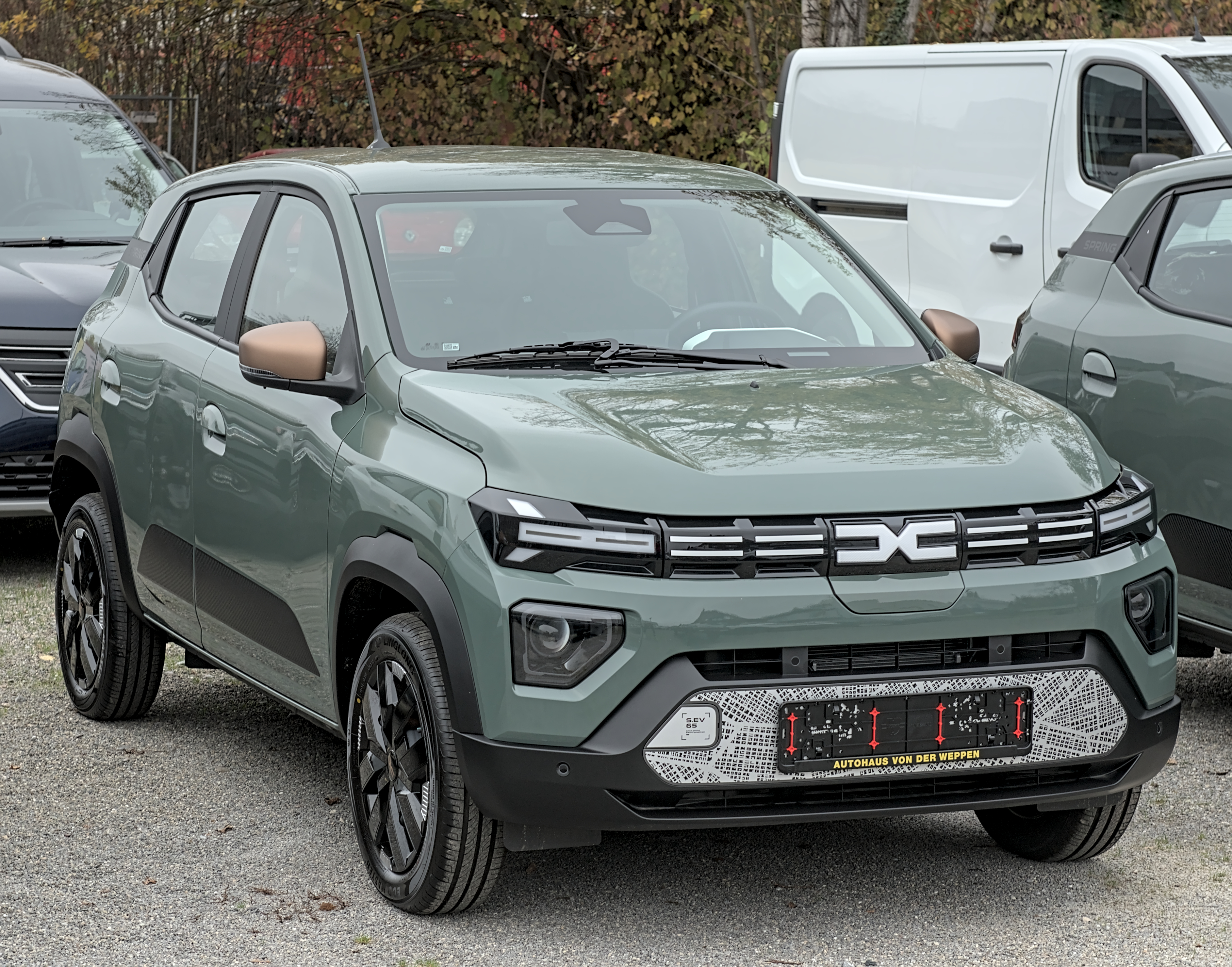
Dacia Spring Extreme (seit 2024)
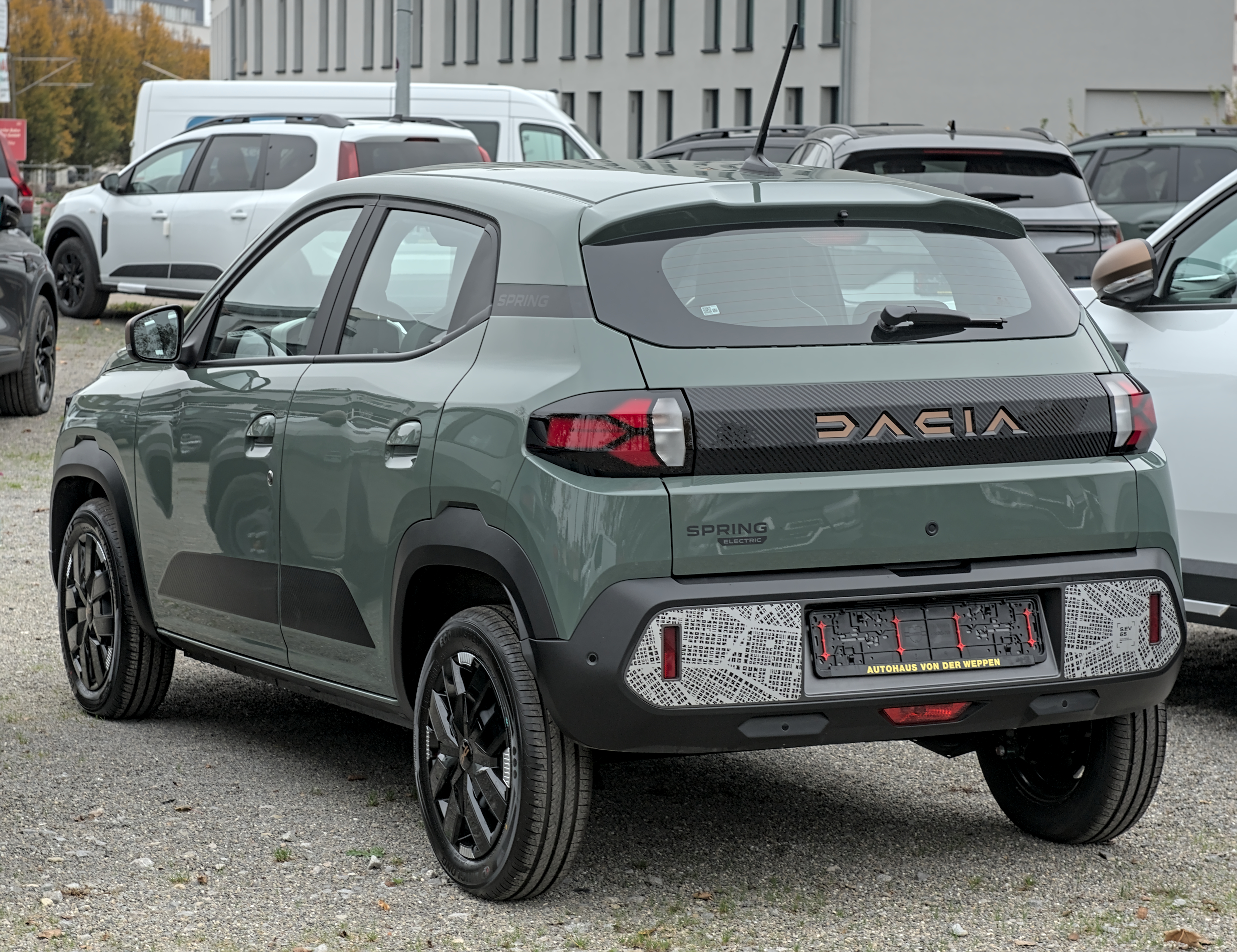
Heckansicht
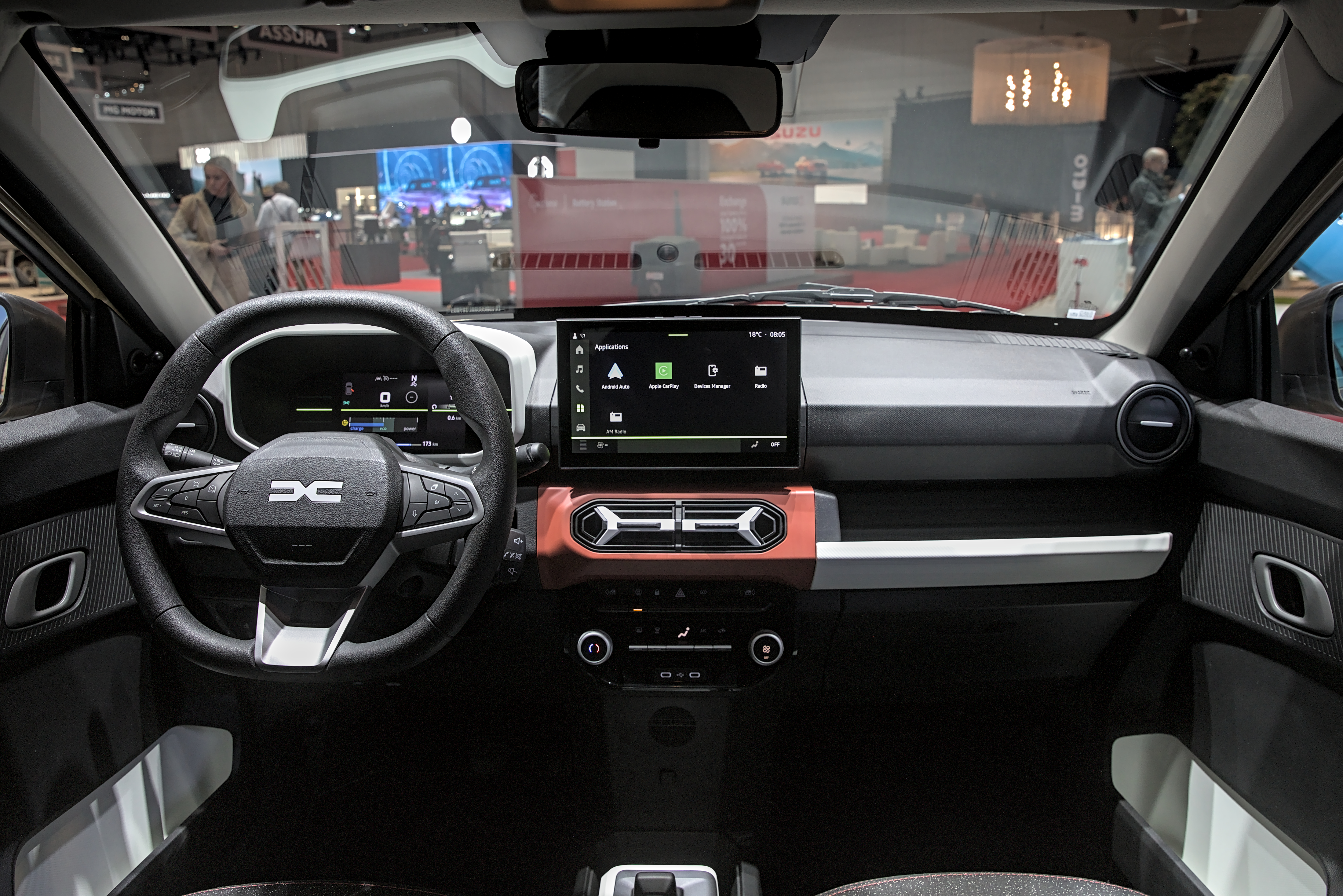
Innenansicht (seit 2024)
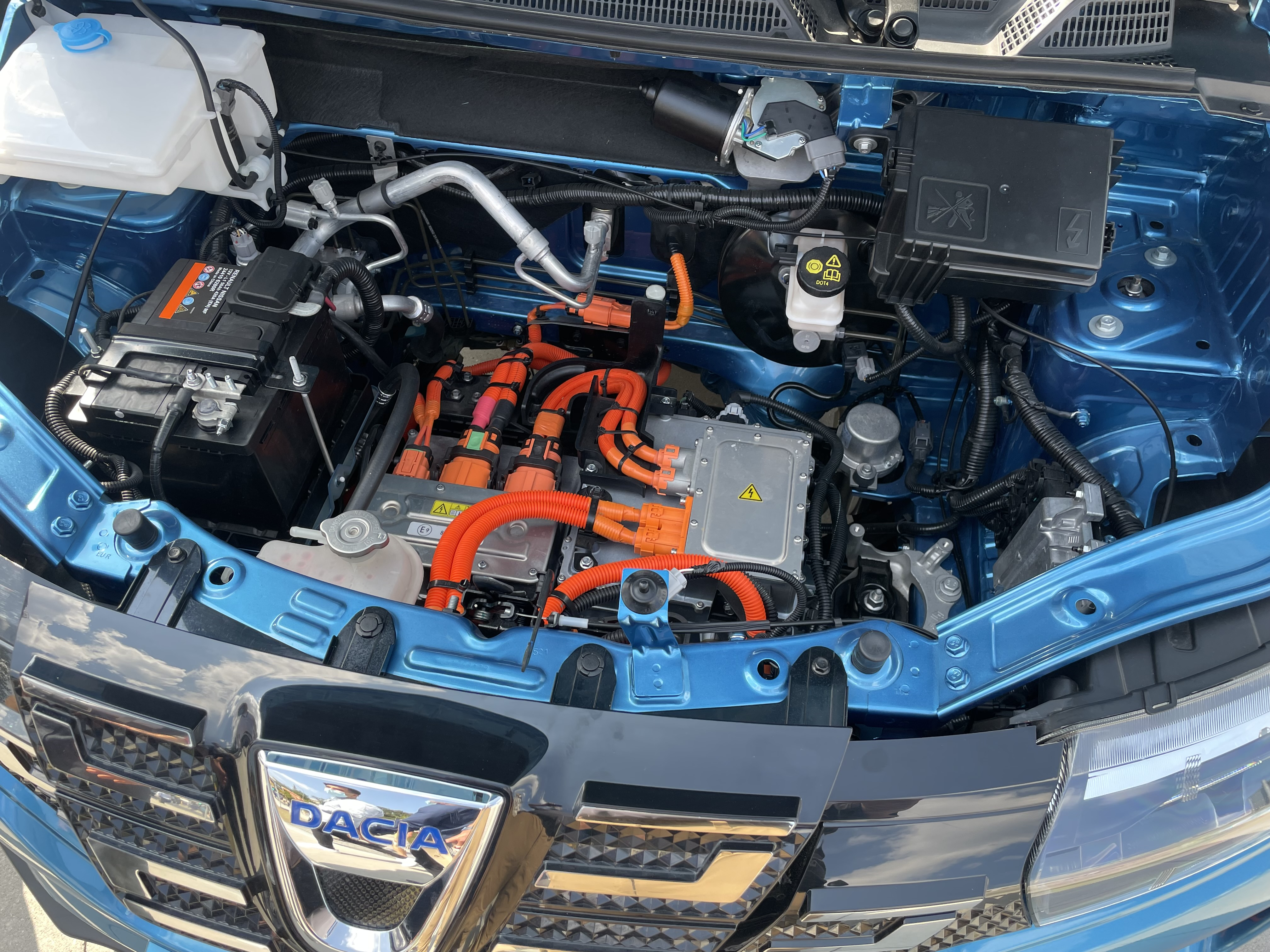
Motorraum

## Eigenschaften
Der Dacia Spring Electric ist weitgehend baugleich mit dem Renault City K-ZE und verschiedenen Modellen von Dongfeng. Sie werden seit 2019 produziert und basieren auf der CMF-A-Plattform, die auch bei dem in Indien und Brasilien produzierten Renault Kwid und dem Datsun redi-GO verwendet wird. Für den Elektroantrieb gibt Dacia drei Jahre oder eine Laufleistung von 100.000 Kilometern Garantie, auf die Batterie gibt es zunächst 2 Jahre ohne km-Begrenzung, und dann acht Jahre oder bis 120.000 Kilometer Garantie auf mindestens 75 % Restkapazität.
Der Kofferraum fasst 300 Liter, bei umgeklappten Rücklehnen 600 Liter. Der Wendekreis soll nur 9,60 Meter betragen.
Um die europäischen Sicherheitsstandards zu erfüllen, wurde der Dacia Spring Electric überarbeitet und hat eine verstärkte Karosserie, sechs Airbags und Assistenzsysteme. Im Herbst 2021 wurde das Fahrzeug vom Euro NCAP auf die Fahrzeugsicherheit getestet. Es erhielt einen von fünf möglichen Sternen.

### Ausstattung
Lichtautomatik und ein automatisches Notbremssystem, das mit einem Frontradar arbeitet, gehören zur Serienausstattung; weiter ein Geschwindigkeitsbegrenzer, Zentralverriegelung und elektrische Fensterheber. Auf Wunsch sind eine manuelle Klimaanlage, die per App gestartet werden kann, ein Multimedia-System mit Sieben-Zoll-Touchscreen, dann auch eine Rückfahrkamera (sonst akustische Einparkhilfe hinten), elektrisch verstellbare Außenspiegel und ein vollständiges Reserverad lieferbar. Dies ist in der höchsten Ausstattungslinie Comfort Plus enthalten. Mit den Modelljahren 2023 und 2024 haben sich diese Ausstattungen leicht verändert, die manuelle Klimaanlage wurde Teil der Essential-Basisausstattung, es kamen teurere Ausstattungen Expression und Extreme hinzu. Zu den Modelljahren 2023 und 2024 kamen außerdem auch optische Anpassungen der äußeren Erscheinung.

### Ladefähigkeit
Der Dacia Spring Electric kann per 230 V Wechselstrom (AC) mit maximal 7,4 kW (32 A) einphasig geladen werden. Dazu müssen diese jedoch auf einer Phase zulässig sein. In Heimumgebungen wird dies nach Schieflastverordnung auf 20A begrenzt, was 4,6 kW entspricht. An öffentlichen 3-Phasen-Ladern mit 22 kW können jedoch die 7,4 kW auf einer Phase typisch abgerufen erreicht werden, weil hier davon ausgegangen wird, dass viele Ladebedarf zusammenkommen, dort an den Ladeplätzen die Phase 1 des Typ2-Outlets jeweils auf verschiedene Phasen des Netzes verbunden ist, und damit im Ladeverbund vieler Fahrzeuge keine große Schieflast zusammenkommt.
Marktabhängig kann für bestimmte Ausstattungsvarianten ein CCS-Ladeanschluss mitbestellt werden. Damit kann an einer Schnellladesäule (DC) mit maximal 30 kW geladen werden. Die Bindung von CCS an bestimmte Ausstattungen und Märkte hat sich dabei mehrfach verändert, und auch der Preis dieser Option veränderte sich mehrfach.

## Versionen
Im Jahr 2021 kamen auch Versionen für Carsharing- und Lieferdienste auf den Markt.

## Technische Daten
|                                                   | Essential Electric 45                                                                         | Extreme Electric 65                                                                           |
| Motorkenndaten                                    | Motorkenndaten                                                                                | Motorkenndaten                                                                                |
| ------------------------------------------------- | --------------------------------------------------------------------------------------------- | --------------------------------------------------------------------------------------------- |
| Motorenbezeichnung                                | 4DB*401                                                                                       | 4DB*403                                                                                       |
| Motortyp                                          | Permanentmagnet-Synchronmotor                                                                 | Permanentmagnet-Synchronmotor                                                                 |
| Maximale Leistung                                 | 33 kW (45 PS) bei 3000–8200/min Eco Mode 23 kW (31 PS)                                        | 48 kW (65 PS) bei 4060–6000/min                                                               |
| Dauerleistung (30 min)                            | 18,6 kW (25,3 PS)                                                                             | 18,6 kW (25,3 PS)                                                                             |
| Drehmoment                                        | 125 Nm bei 500–2500/min                                                                       | 113 Nm bei 500–4060/min                                                                       |
| Kraftübertragung                                  |                                                                                               |                                                                                               |
| Antriebsart                                       | Vorderradantrieb                                                                              | Vorderradantrieb                                                                              |
| Getriebe                                          | Festes Übersetzungsverhältnis 7,16:1                                                          | Festes Übersetzungsverhältnis 4,21:1                                                          |
| Antriebsbatterie                                  |                                                                                               |                                                                                               |
| Zellchemie                                        | NMC                                                                                           | NMC                                                                                           |
| Energieinhalt (nutzbar/brutto)                    | 26,8 / 27,4 kWh                                                                               | 26,8 / 27,4 kWh                                                                               |
| AC-Ladeleistung (Typ 2)                           | 3,7 kW (0–100 % in 4:51 h)                                                                    | 3,7 kW (0–100 % in 4:51 h)                                                                    |
| DC-Ladeleistung (CCS)                             | 30 kW (0–80 % in 0:56 h) (optionale Ausstattung in einigen Märkten und Ausstattungsvarianten) | 30 kW (0–80 % in 0:56 h) (optionale Ausstattung in einigen Märkten und Ausstattungsvarianten) |
| Messwerte                                         |                                                                                               |                                                                                               |
| Leergewicht                                       | 1045 kg                                                                                       | 1050 kg                                                                                       |
| Höchstgeschwindigkeit                             | 125 km/h                                                                                      | 125 km/h                                                                                      |
| Beschleunigung, 0–50 km/h                         | 5,8 s                                                                                         | 3,9 s                                                                                         |
| Beschleunigung, 0–100 km/h                        | 19,1 s                                                                                        | 13,7 s                                                                                        |
| Energieverbrauch nach WLTP auf 100 km, kombiniert | 14,1 kWh/100 km                                                                               | 13,2 kWh/100 km                                                                               |
| Reichweite kombiniert nach WLTP                   | 225 km                                                                                        | 225 km                                                                                        |
| Reichweite im WLTP-Stadtzyklus                    | 305 km                                                                                        | 305 km                                                                                        |
| Wendekreis                                        | 10,4 m                                                                                        | 10,4 m                                                                                        |

## Zulassungszahlen in Deutschland
Seit dem Marktstart bis einschließlich Dezember 2024 sind in der Bundesrepublik Deutschland insgesamt 34.473 Dacia Spring neu zugelassen worden. Mit 14.366 Einheiten war 2022 das erfolgreichste Verkaufsjahr.
|  |

|  |

|  |

|  |

|  |

|  |

|  |

|  |

|  |

|  |

|  |

|  |

|  |

|  |

|  |

|  |

|  |

|  |

|  |

|  |

|  |

|  |

|  |

|  |

|  |

|  |

|  |

|  |

|  |

|  |

|  |

|  |

|  |

|  |

|  |

|  |

|  |

|  |

|  |

|  |

|  |

|  |

|  |

|  |

|  |

|  |

|  |

|  |

|  |

|  |

|  |

|  |

|  |

|  |

|  |

|  |

|  |

|  |

|  |

|  |

|  |

|  |

|  |

|  |

|  | Elektro (34.473) |

|  | Elektro (34.473) |